# Драйзер, Теодор
Теодо́р Ге́рман А́льберт Дра́йзер (нем. Theodore Herman Albert Dreiser) (27 августа 1871 года, Терре-Хот, Индиана, США — 28 декабря 1945 года, Голливуд, Калифорния, США) — американский писатель, журналист и общественный деятель. Коммунист.
Яркий представитель американского течения натурализма и критического реализма. Творчество Драйзера оказало большое влияние на американскую культуру XX века, появление каждого из его романов вызывало бурный отклик в американской литературной критике.
Самые известные произведения Теодора Драйзера: «Сестра Керри» (1900), цикл романов «Трилогия желания» («Финансист» (1912), «Титан» (1914), «Стоик» (1947)) и «Американская трагедия» (1925).

## Биография

### Ранние годы
Отец — Джон Пол (Иоганн Пауль) Драйзер, немецкий ткач из Майена, эмигрировавший в Америку в 1844 году. Со временем он получил должность начальника производства на шерстопрядильной фабрике. Вскоре он женился на матери будущего писателя Саре Марии (урожденной Шанаб), жившей в меннонитской общине недалеко от Дейтона, штат Огайо. Её семья отреклась от неё, поскольку она обратилась в католицизм, чтобы выйти замуж за Джона Драйзера. Жена родила ему 11 детей.
Благополучие оказалось недолгим: пожар уничтожил фабрику со всеми запасами сырья. Во время восстановительных работ отец семейства получил тяжёлую травму. Вскоре погибли трое старших сыновей. Семья долго переезжала и в конце концов обосновалась в провинциальном городе Терре-Хот (штат Индиана).
Теодор Драйзер родился 27 августа 1871 года. Он был двенадцатым из тринадцати детей (девятым из десяти выживших). Дети в семье воспитывались в строгих католических традициях.
Детство Драйзера характеризовалось крайней бедностью, поэтому ему пришлось рано начать трудовую деятельность. Он работал продавцом газет, батраком на ферме, мойщиком посуды в ресторанах, развозчиком скобяных товаров, доставщиком белья из прачечной, сборщиком квартплаты у жителей трущоб. Иногда, будучи без работы, вынужден был ночевать в ночлежках и обращаться за помощью в благотворительные фонды. Этот жизненный опыт отражён в его более поздних произведениях.
В 1887 году после окончания средней школы в Варшаве (штат Индиана), Драйзер на два года уезжает на заработки в Чикаго. Вернувшись в 1889 году, он поступил в Индианский университет в Блумингтоне, но через год из-за отсутствия средств был вынужден прекратить учёбу.

### Журналист
Драйзер начал свою журналистскую деятельность в 1892 году. Он стал работать репортёром и драматическим критиком в газетах Чикаго, Сент-Луиса, Толедо, Питтсбурга и Нью-Йорка. В этот период под именем «Карл Драйзер» он опубликовал своё первое художественное произведение «Возвращение гения», которое появилось в «Chicago Globe».
В 1894 году переехал в Нью-Йорк.
Вспоминая эти годы путешествий по большим городам страны, Драйзер писал в автобиографической «Книге о себе» (1922):

«Я не мог не заметить, что, вопреки нашей хвастливой демократии и равенству возможностей, здесь была такая же нищета и убожество, такие же шансы на равные возможности, как и во всём мире».
К 1895 году он бросил репортёрскую деятельность и обратился к публицистике. Вскоре ему удалось пробиться в крупнейшие американские журналы того времени.
Особенно хорошо в работе с журналами Теодору Драйзеру удавались очерки-портреты, опирающиеся на интервью. Его очерки образовали 2 серии: «Жизненные истории людей, добившихся успеха» и «Заметки об общественных характерах».
Готовя материал для заметок, он беседовал с самыми разными, но всегда значительными и достойными людьми. Героями его очерков становились писатели Натаниэль Хоторн, Уильям Дин Хауэллс, Исраэль Зангвилл и Джон Берроуз, предприниматели и промышленники Эндрю Карнеги, Филип Армор, Маршалл Филд, Томас Эдисон. Среди других его собеседников были люди творческого направления: Лилиан Нордика, Эмилия Э. Барр, Теодор Томас и Альфред Стиглиц.
Также Драйзер стал редактором журналов, в том числе ориентированных преимущественно на женскую аудиторию («Metropolitan», «Harper’s Bazaar», «Cosmopolitan», «The Delineator»). Постепенно он начал добиваться финансовой независимости.
28 декабря 1898 года Теодор Драйзер женился на учительнице Саре Уайт, с которой прожил вместе до 1909 года.

### Писатель
Летом 1899 года молодой журналист Драйзер с женой уехал из Нью-Йорка в деревню Моми. Здесь, в доме своего друга А. Генри, он написал несколько рассказов: «Блестящие рабовладельцы», «Негр Джефф», «Старый Рогаум и его Тереза» и некоторые другие. Генри упорно и настойчиво уговаривал его начать работу над романом. Поддавшись уговорам друга, Драйзер начал работу над своим первым романом «Сестра Керри». 29-летний писатель опубликовал книгу в 1900 году.

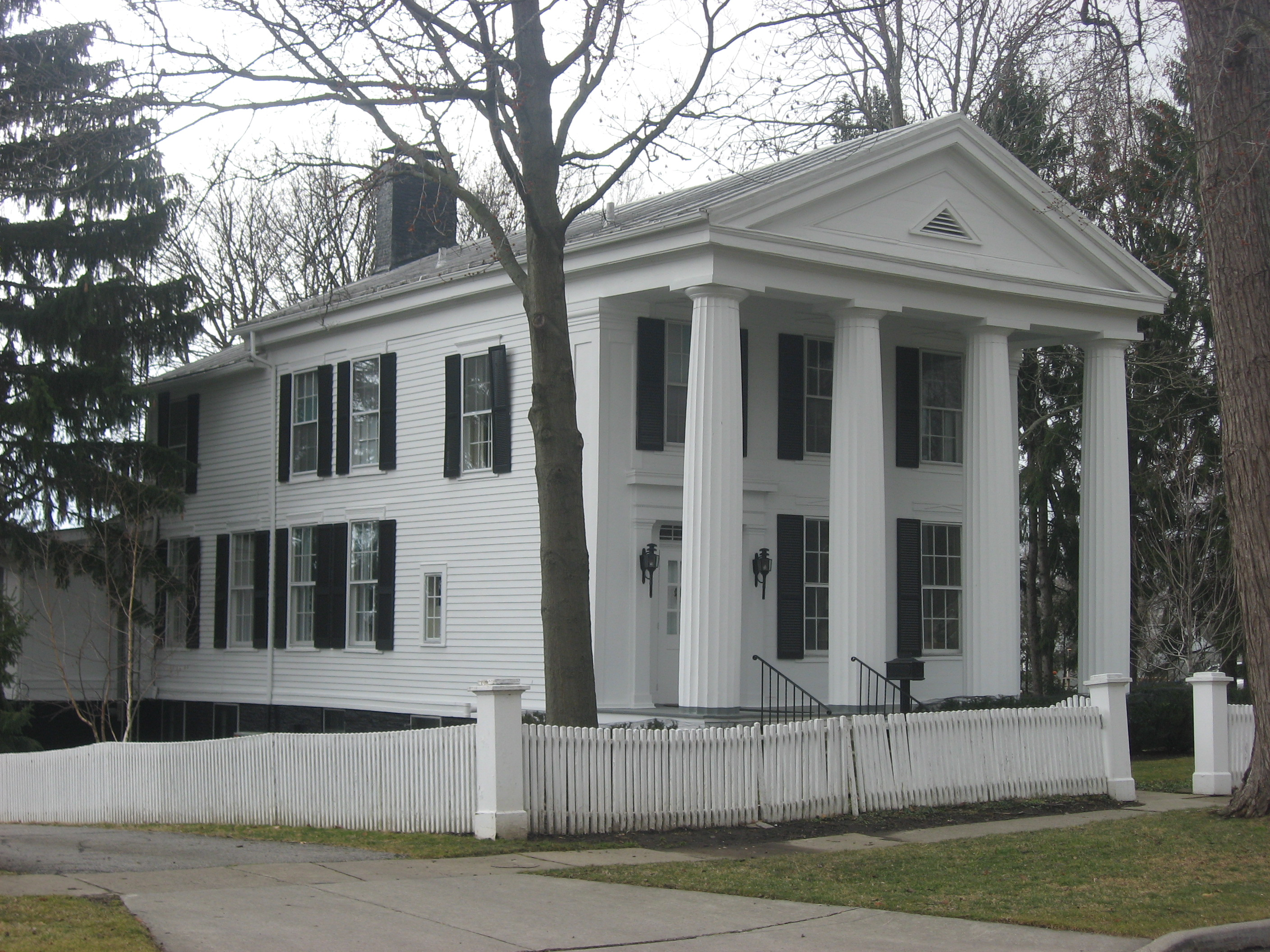
Дом, в котором писатель работал над романом «Сестра Керри»

В основу романа легла история сестры писателя Эммы, сбежавшей в Канаду с женатым мужчиной. «Сестра Керри» была встречена американскими издателями и критиками не только без всякого энтузиазма, но просто враждебно: роман сочли циничным, безнравственным и крамольным.
Отвечая на вопрос корреспондента газеты «New York Times», Драйзер так отозвался о нападках на роман:

«Критики совершенно не поняли, что я пытался выразить. Эта книга взята из жизни. Она задумывалась не как образец литературного мастерства, а как картина существующих условий и была написана так просто и выразительно, как только мог позволить английский язык… Когда она попадёт к народу, он поймёт, что это рассказ о действительной жизни, об их жизни».
Драйзер оказался стойким реалистом. Отвергнутый издательствами, он зарабатывал на жизнь случайной работой. Голодая, он подумывал о самоубийстве. Тем не менее, писатель смог устоять. Выйдя в свет в Англии в 1904 году, книга вызвала широкий читательский интерес. Вскоре «Сестра Керри» была переведена на все европейские языки. Успех среди английских читателей в то же время усилил нападки на Драйзера со стороны американской прессы.
Уже в 1907 году Драйзер за свой счёт публикует второе издание романа. Впоследствии «Сестра Керри» неоднократно издавалась в США различными издательствами. Со временем оценка романа американской критикой претерпела кардинальные изменения. Уже второе издание романа было встречено значительно благожелательнее, чем первое.
Впоследствии в 1930 году Синклер Льюис говорил об этом событии так:

«Роман Драйзера ворвался в спёртую и затхлую атмосферу Америки, как порыв неукротимого западного ветра, и впервые со времён Марка Твена и Уитмена внёс в наш пуританский обиход струю свежего воздуха».
В 1911 году вышел второй роман Драйзера — «Дженни Герхардт». Над романом с условным названием «Грешник» Драйзер начал работать ещё зимой 1901 года. Из-за критики он смог вернуться к этой рукописи в 1910 году и издать её год спустя после литературной доработки.

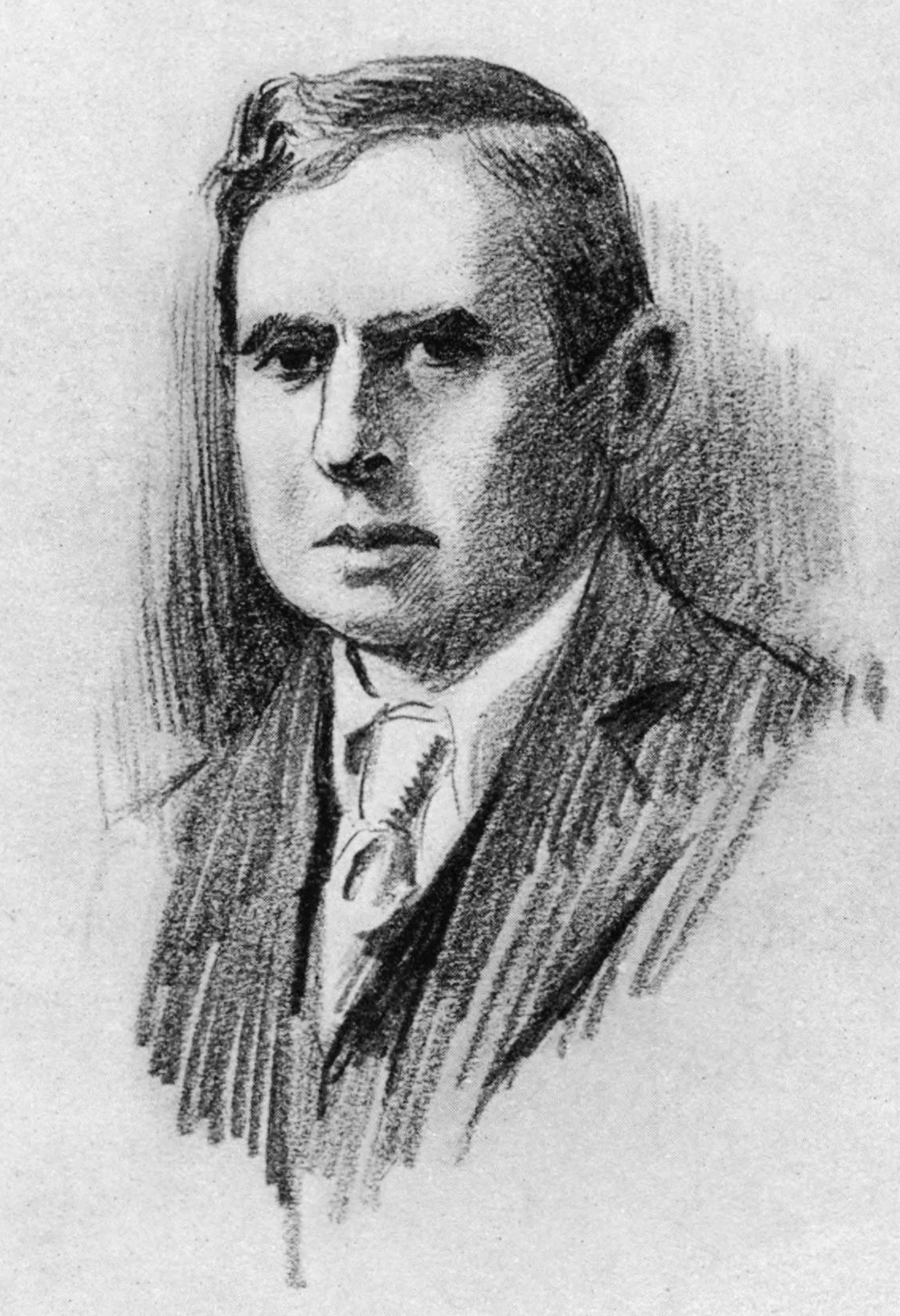
Теодор Драйзер в 1910-х годах

Роман близок к тем рассказам и очеркам писателя, которые он посвятил описанию жизни простых людей Америки и которые он хотел объединить в книгу под названием «Идиллии бедных». Публикацией этой книги Драйзер вновь бросил вызов буржуазной Америке — он продолжал идти по пути, намеченному «Сестрой Керри».
Завершив работу над «Дженни Герхардт», Драйзер начинает собирать материалы для своего следующего произведения. Драйзер сам себе задаёт вопрос: если простые американцы морально и физически раздавлены капитализмом и счастье для них недоступно, достаточно ли для счастья безграничного богатства?
На этот вопрос, как и на мысль написать роман об американском финансисте, писателя натолкнула судьба чикагского миллионера Чарльза Тайсона Йеркса, умершего в 1905 году. Писателя поразило, что нажитое этим миллионером состояние после его смерти мгновенно растаяло в тяжбах наследников, а сам Йеркс перед смертью чувствовал себя опустошённым и уставшим от жизни человеком.
Замысел будущей трилогии возник с конца: Драйзер решил написать роман о судьбе одного из богатейших людей Америки, который, создав огромное состояние, добился необузданного удовлетворения своих желаний, но не только не достиг счастья, но и утратил всякую волю и любовь к жизни. Новое произведение писатель назвал «Финансист».
Драйзер начинает изучать биографию Йеркса, книги о жизни американских финансовых магнатов, знакомится с механикой биржевых операций. В 1911 году он начинает писать «Финансиста», но потом несколько меняет свой замысел: вместо одного романа о Йерксе он думает написать три, оставив общее заглавие «Финансист», затем сохраняет это название лишь за первым романом, второй называет «Титаном», третий — «Стоиком», а весь цикл — «Трилогией желания».
Критика встретила роман в штыки, обвинив автора в «чудовищном преувеличении». Позже, однако, критика смягчилась, отмечая многоплановость и многогранность трилогии. Философия жизни, содержащаяся в ней, неразрывно связана и с философией истории. Гуманистический замысел Драйзера возникает как обобщение истории американского капитализма конца XIX — начала XX века.
Романы, составляющие «Трилогию желания», можно рассматривать и как произведения исторического жанра, и в этом также сказывается углубление реализма Драйзера, стремящегося осмыслить ход современной ему истории. Они заняли почетное место в развитии реалистической литературы США начала XX века.
Роман «Титан» (1914) отмечен большей художественной зрелостью, чем «Финансист». Для него характерно более чёткое деление на главы, более сложная композиция, в нём больше драматизма. Драйзер сумел дать понять читателю, что политические скандалы, шантаж, продажность чиновников, мини-перевороты в муниципалитетах, партийные ристалища, газетная демагогия, биржевая игра и спекуляции, казнокрадство и обыкновенное воровство ещё не образуют жизни нации. В книге проводится мысль, что народ — это главная сила общественного прогресса и пренебрегать им опасно. Главный герой одолел своих финансовых противников, шантажировал или подкупил чиновников, переманил на свою сторону газеты, мэра, губернатора и законодательное собрание, но пренебрёг народом и совершил катастрофическую ошибку. Именно народ оказался той силой, которую ему не удалось ни одолеть, ни обойти.
Хотя Драйзер известен прежде всего как романист, он также писал короткие рассказы и стихи. В 1918 году он опубликовал свой первый сборник из 11 рассказов «Освобождение и другие рассказы». Его рассказ «Мой брат Пол» о биографии его старшего брата
Пола Дрессера, известного автора песен в 1890-х годах, лёг в основу романтического фильма 1942 года «Моя девушка Сал».
С 1919 года Драйзер стал жить со своей двоюродной сестрой Хелен Ричардсон (1894—1955).
Крупным коммерческим успехом Драйзера стала «Американская трагедия» (1925), которую он писал с 1920 по 1925 год. Будучи ещё газетным репортёром, Драйзер обратил внимание, что в США распространён определённый тип преступлений. По воспоминаниям Хелен Драйзер, у писателя была рукопись, озаглавленная «Американские трагедии». В ней содержалось описание пятнадцати случаев с 1892 по 1925 год, подобных тому, который изображён в романе. Для каждого из них характерно стремление американских юношей разбогатеть, женившись на богатой невесте. Ради этого они шли на преступление: убивали свою прежнюю возлюбленную — бедную девушку.
Изучив весь этот материал, писатель решил положить в основу романа историю убийства в 1906 году Честером Джиллеттом своей возлюбленной Грейс Браун. Процесс по этому делу получил широкую огласку в своё время, и в «Американской трагедии» использованы документы и факты, сообщавшиеся в газетах того времени.
«Американская трагедия» получила поистине всеобщее признание, она вошла в мировую литературу как замечательное завоевание реализма и образец высокого гуманизма. Герберт Уэллс, посетивший США в 1926 году, назвал эту книгу Драйзера одним из самых величайших романов XX века.
Вскоре после издания в Америке «Американская трагедия» была переведена на большинство европейских языков и пробудила огромный интерес к творчеству писателя. В Советском Союзе первые переводы произведений Драйзера на русский язык появляются лишь в 1925 году после издания в США «Американской трагедии», а уже в 1927 году начинает публиковаться первое издание собрания его сочинений. Теодор Драйзер становится всемирно известен.

### Общественный деятель
В 1927 году Теодор Драйзер принял приглашение посетить СССР. Прибыв в начале ноября в Советский Союз, уже 7 ноября он принимал участие в праздновании десятой годовщины Октябрьской революции на Красной площади. В ходе своего 77-дневного путешествия Драйзер побывал в Ленинграде, Киеве, Харькове, Ростове-на-Дону, Баку, Тбилиси, Одессе и других советских городах, встречался с Владимиром Маяковским и Сергеем Эйзенштейном. По результатам поездки была опубликована книга «Драйзер смотрит на Россию» (1928).
В 1930 году был номинирован на Нобелевскую премию по литературе шведским писателем Андерсом Остерлингом, но большинством голосов премия была присуждена писателю Синклеру Льюису.
В 1932 году Драйзер интенсивно работал над романом «Стоик», завершающим «Трилогию желания», написав около двух третей произведения. Дальнейшая работа была трудной и продвигалась медленно, поэтому закончить произведение писатель сумел только в 1945 году за несколько дней до своей смерти.
С начала 1930-х годов он начинает активно заниматься политической деятельностью. Драйзер участвовал в нескольких кампаниях в защиту радикалов, которых он считал жертвами социальной несправедливости. Среди громких событий были линчевание Фрэнка Литтла, одного из лидеров организации «Промышленные рабочие мира», дело Сакко и Ванцетти, депортация Эммы Гольдман и осуждение профсоюзного лидера Томаса Муни.
В ноябре 1931 года Драйзер возглавил Национальный комитет защиты политических заключённых (NCDPP) на угольных месторождениях юго-восточного Кентукки, чтобы собрать показания шахтёров в Пайнвилле и Харлане о характере насилия против шахтёров и их профсоюзов со стороны угольных компаний. К тому моменту в горнорудных районах США — Харлане и Белле — произошли столкновения шахтёров с полицией. Вместе с комиссией возглавляемого им комитета Драйзер отправился на место событий.
В начале ноября комиссия из 8 человек, возглавляемая Драйзером, прибыла в город Пайнвилл округа Белл, соседнего с округом Харлан. Его встретили угрозами физической расправы со стороны владельцев шахт и полиции. Против Драйзера даже возбудили судебный иск и предложили его отозвать при условии, что писатель прекратит освещение событий. Однако Драйзер продолжил выступления в газетах и на радио, сообщая факты о реальном положении дел, в том числе об избиениях членов профсоюза и полицейских расправах. В 1931 году по итогам поездки он издал книгу «Трагическая Америка», которая описывает борьбу народных масс в попытке защитить интересы рабочего класса.
Драйзер часто выступал на митингах, публиковался на страницах коммунистической прессы США. В 1932 году поддержал кандидата от американской коммунистической партии Уильяма Фостера в избирательной кампании. Тогда же он стал членом всемирного антивоенного конгресса, в инициативный комитет которого входили Анри Барбюс, Максим Горький, Альберт Эйнштейн.
В 1933 году был внесён в список авторов книг, сжигавшихся в нацистской Германии.
В 1938 году Драйзер был делегирован на антивоенную конференцию в Париже, открытую в связи с бомбардировками испанских городов. Летом посетил Барселону, где встречался с президентом и премьер-министром страны. На обратном пути посетил Англию, где надеялся встретиться с членами английского правительства. В США ему удалось добиться краткой встречи с Франклином Рузвельтом. После этого он пытался организовать работу комитета для поставки продовольствия в Испанию, по итогам которой по указанию Рузвельта туда было отправлено несколько грузовых судов с мукой.
В 1941 году издаёт публицистическую работу «Америку стоит спасать».
В 1944 году Американская академия искусств и литературы наградила Драйзера почётной золотой медалью «за выдающиеся достижения в области искусства и литературы».
13 июня 1944 года женился на своей кузине Хелен Ричардсон.
В августе 1945 года Драйзер вступил в Коммунистическую партию США, а позже стал почётным президентом Лиги американских писателей.
Был атеистом.
Умер 28 декабря 1945 года в Голливуде на 75-м году жизни.

## Особенности стиля
Драйзер — художник-натуралист. Он строит свои произведения на колоссальном материале наблюдений и опыта. Его искусство — это искусство точного до скрупулёзности изображения, искусство фактов и вещей. Драйзер передаёт быт во всех его мельчайших подробностях: он вводит документы, иногда почти целиком взятые из действительности (письма Роберты Олден в «Американской трагедии» приводятся почти целиком), цитирует прессу, пространно объясняет биржевые спекуляции своих героев, внимательно прослеживает развитие их деловых предприятий. Американские критики неоднократно обвиняли Драйзера в отсутствии стиля, не понимая его особой природы.
Литературовед Ф. Р. Ливис даже писал, что Драйзер «кажется, выучил английский по газете. Создается впечатление, что у него нет родного языка».
Творческий путь Драйзера до 1917 года характеризуется нарастанием его гнева против варварской жестокости капитализма. В то же время философия Спенсера не раз заводила его в тупик, порождая внутренние сомнения, глубокий пессимизм, свойственный романам первого периода. Это подтверждает и его сборник пьес «Пьесы естественные и сверхъестественные» (1915), пронизанный мистикой и фатализмом. В них Драйзер не видит выхода из тупика капиталистических противоречий. Капиталистический мир кажется ему безвыходной тюрьмой.
Теодор Драйзер занимает в американской литературе почётное место одного из первооткрывателей новых путей художественного творчества. В его произведениях получили развитие многие лучшие традиции американской литературы — традиции Уолта Уитмена и Марка Твена, Фенимора Купера и Гарриет Бичер-Стоу, Германа Мелвилля и Генри Дэвида Торо. Своей суровой и непреклонной борьбой за правду жизни он открыл путь трезвого реалистического изображения действительности целой плеяде американских писателей — Синклеру Льюису и Шервуду Андерсону, Джону Стейнбеку и Альберту Мальцу, Эрнесту Хемингуэю и Эрскину Колдуэллу.

## Семья
- Первая жена — школьная учительница Сара Осборн Уайт. Драйзер познакомился с ней, работая газетчиком в Сент-Луисе. Они обручились в 1893 году и поженились 28 декабря 1898 года. Супруги расстались в 1909 году из-за увлечений Драйзера[33], но официально так и не развелись. Сара умерла в 1942 году[34].
- Вторая жена — кузина Драйзера Хелен Пэтджесс Ричардсон (1894—1955). Он познакомился с ней в 1919 году, у них завязался роман. В течение следующих десятилетий она оставалась постоянной женщиной в его жизни, несмотря на многочисленные измены Драйзера. Пара оставалась вместе до самой смерти Драйзера[29]. Теодор и Хелен официально поженились 13 июня 1944 года.

## Мнения современников о Теодоре Драйзере
В апреле 1916 года Шервуд Андерсон писал:

«Теодор Драйзер стар — он очень, очень стар. Я не знаю, сколько лет он прожил, может быть, тридцать, а может быть, пятьдесят, но он очень стар… Когда Драйзер уйдёт, мы будем писать книги, много книг. В книгах, которые мы напишем, будут присутствовать все те качества, которых недоставало Драйзеру. У нас будет чувство юмора, а ведь всем известно, что у Драйзера нет чувства юмора. Более того, у нас будет изящество, легкость мазка, мечты о красоте, прорывающейся сквозь оболочку жизни.
Да, у тех, кто пойдёт за Драйзером, будет многое такое, чего у него не было. Чудо и красота Драйзера в том, что все это у нас будет благодаря ему…
Тяжелы ноги Теодора. Как легко разнести его книги „в пух и прах“, посмеяться над ним. Но… топ, топ, топ — это шагает Драйзер, грузный и старый. Ноги Драйзера прокладывают нам путь, грубые, тяжёлые ноги. Они шагают через пустыню, прокладывая тропу. Со временем тропа превратится в проспект с арками над головой и изящными шпилями, пронзающими небо. И дети будут бегать по этой улице, крича друг другу: „Посмотри на меня!“, позабывши о ногах Теодора.

Людям, которые пойдут за Драйзером, предстоит сделать многое. Их путь будет долог. Но, благодаря Драйзеру, нам в Америке не придётся прокладывать дорогу через пустыню. Это сделал Драйзер».
Синклер Льюис при получении Нобелевской премии в 1930 году значительную часть своего выступления посвятил значению творчества Драйзера для судеб американской литературы:

«Драйзер больше, чем какой-либо другой писатель, идёт в одиночестве. Обычно не признанный, часто преследуемый, он прокладывает в американской литературе тропу от викторианской хоуэлсовской застенчивости и элегантности к честности, смелости и страсти жизни. Если бы он не расчистил путь, я сомневаюсь, чтобы кто-нибудь из нас попытался выразить жизнь, красоту и ужас, если только бы мы не захотели очутиться в тюрьме. Новаторство Драйзера, его „пионерство“, оставило неизгладимый след в литературе США».
Один из сильнейших сторонников Драйзера при его жизни, Генри Луис Менкен заявил:

«Он великий художник. Ни один другой американец его поколения не оставил столь широкого и красивого следа в национальной письменности. Американская литература до и после него отличается почти так же, как биология до и после Дарвина. Он был человеком большой оригинальности, глубокого чувства и непоколебимой смелости. Всем нам, кто пишет, лучше, потому что он жил, работал и надеялся».

## Память
- Студенческий культурный центр «Драйзер-Холл» на территории кампуса Университета штата Индиана в Терре-Хот, штат Индиана, носит своё имя с 1966 года.
- Имя Драйзера носит колледж при Университете Стоуни-Брук, расположенном в Стоуни-Брук (штат Нью-Йорк).
- В 2011 году Драйзер был занесён в Чикагский литературный зал славы.
- В Киеве, который посетил Драйзер, в его честь была названа одна из улиц в микрорайоне Троещина Деснянского района. 13 июля 2023 года улица была переименована и носит имя американского президента Рональда Рейгана.

## Экранизации произведений
- «Американская трагедия» (1931 год, США), режиссёр Джозеф фон Штернберг. В главных ролях Филлипс Холмс, Сильвия Сидни, Фрэнсис Ди.
- «Дженни Герхардт» (1933 год, США). Режиссёр Марион Геринг. В главных ролях Сильвия Сидни, Мэри Астор и Эдвард Арнольд.
- «Место под солнцем» (1951 год, США), режиссёр Джордж Стивенс. В главных ролях Монтгомери Клифт, Шелли Уинтерс и Элизабет Тейлор. Основан на романе Теодора Драйзера «Американская трагедия» (1925) и сценической адаптации, выполненной Патриком Кирни (1926). Фильм имел критический и коммерческий успех, получив 6 премий «Оскар» при 9 номинациях и первую в истории премию «Золотой глобус» за лучший фильм-драму. В 1991 году внесён в Национальный реестр фильмов, обладая «культурным, историческим или эстетическим значением».
- «Сестра Керри» (1952 год, США). Режиссёр Уильям Уайлер. В главных ролях Лоренс Оливье, Дженнифер Джонс, Эдди Альберт.
- «Западня» (1965 год, СССР), по одноимённому рассказу.
- «Американская трагедия» (1981 год, СССР), режиссер Марийонас Гидрис. В главных ролях Гедиминас Сторпирштис, Аида Зара и Анна Алексахина.

## Интересные факты
В конце своего первого европейского отпуска в апреле 1912 года Драйзер планировал вернуться в Соединенные Штаты на борту британского трансатлантического лайнера «Титаник». Однако знакомый британский издатель посоветовал писателю забронировать билет на судно подешевле. Таким образом, Драйзер счастливо вернулся в Америку на корабле Kroonland.